# 1220 w polityce

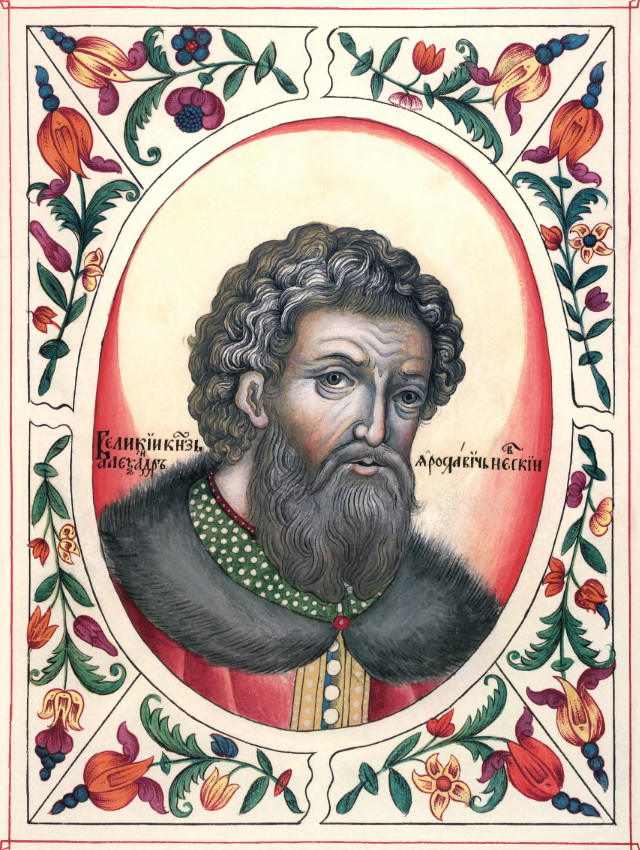
Aleksander Newski

Wydarzenia polityczne w 1220 roku.

## Wydarzenia
- Najazd Prusów na Mazowsze i ziemię chełmińską, w porozumieniu z księciem Danielem Halickim[1].
- 22 listopada Fryderyk II Hohenstauf[2] zostaje koronowany na cesarza[3].

## Urodzili się
- Aleksander Newski, książę Nowogrodu Wielkiego, pogromca Szwedów i Krzyżaków[4][5][6].
- Mieszko II Otyły, książę opolsko-raciborski[7].

## Zmarli
- 8 maja Rycheza duńska, królowa szwedzka, żona Eryka X Knutssona[8].
- 3 listopada Urraka Kastylijska, królowa Portugalii[9].